# Saint-Maixent-de-Beugné
Saint-Maixent-de-Beugné là một xã thuộc tỉnh Deux-Sèvres trong vùng Nouvelle-Aquitaine phía tây nước Pháp. Xã này nằm ở khu vực có độ cao trung bình 95 mét trên mực nước biển.